# Rock Hudson
Roy Harold Scherer Jr. (Winnetka, Illinois, 17 de noviembre de 1925-Beverly Hills, California, 2 de octubre de 1985), conocido como Rock Hudson, fue un actor estadounidense. 
Hudson tiene el hito de haber sido el primer caso publicitado de sida en alguien considerado como célebre en los Estados Unidos, en los inicios de la pandemia, a mitad de la década de 1980, meses antes de su muerte.

## Biografía y carrera
Fue el único hijo del matrimonio formado por Roy Harold Scherer Sr., un mecánico de automóviles, y Katherine (de soltera apellidada Wood), ama de casa y después operadora telefónica. Su padre era de ascendencia alemana y suiza, mientras que su madre lo era inglesa e irlandesa. Fue criado como católico romano. Durante el comienzo de la Gran Depresión (1929), su padre perdió el trabajo abandonando a su esposa e hijo, y finalmente divorciándose unos meses más tarde. Tres años más tarde (1932), su madre volvió a casarse con Wallace Fitzgerald, un exoficial del Cuerpo de Marines de los EE. UU. a quien el joven Roy despreciaba y del que llegó a sufrir abusos físicos. Roy fue adoptado por Wallace sin su consentimiento, pasando a ser su nombre legal Roy Fitzgerald. El matrimonio acabó en divorcio y sin hijos.
Roy asistió a la escuela secundaria en su ciudad natal, exactamente en el New Trier High School, curiosamente la misma escuela donde asistiría Charlton Heston y Ann-Margret. Mientras tanto tuvo algunos trabajos, como acomodador de cine, donde parece que desarrolló su interés por la actuación. Realizó algún casting para obras de teatro en el colegio, pero no podía recordar lo que tenía que decir, inconveniente que tuvo durante su temprana carrera como actor. Se graduó de este colegio en 1943.
En el año 1944 se alistó en la Marina de los EE.UU durante la Segunda Guerra Mundial. Después de un entrenamiento en una base naval ubicada a las orillas del lago Michigan, en los Grandes Lagos (Illinois), partió de San Francisco a borde del barco transporte de tropas SS Lew Wallance (Richmond, 1942) con destino a Isla de Sámar (Filipinas) como mecánico de aeronaves. En 1946 regresó a San Francisco a bordo de un portaaviones, siendo dado de baja en la Marina.
Más tarde se mudó a Los Ángeles donde convivió con su padre biológico, que se había vuelto a casar. Inicialmente trabajó como cartero, camionero o taxista, entre otros trabajos ocasionales, pero pronto comenzó con su carrera como actor. A fines de la década de 1940 consigue aparecer en pequeños papeles, logrando un contrato con los Estudios Universal en 1949. La citada productora le considera un actor muy prometedor, con gran magnetismo para el público femenino, y le somete a una formación que incluye clases de interpretación, baile y canto, esgrima, montar a caballo, etcétera.
Entre sus primeras películas, aún con papeles menores, destacan Escuadrón de combate (1948), de Raoul Walsh, con Edmond O'Brien y Robert Stack, y Winchester '73 (1950), de Anthony Mann, protagonizada por James Stewart.

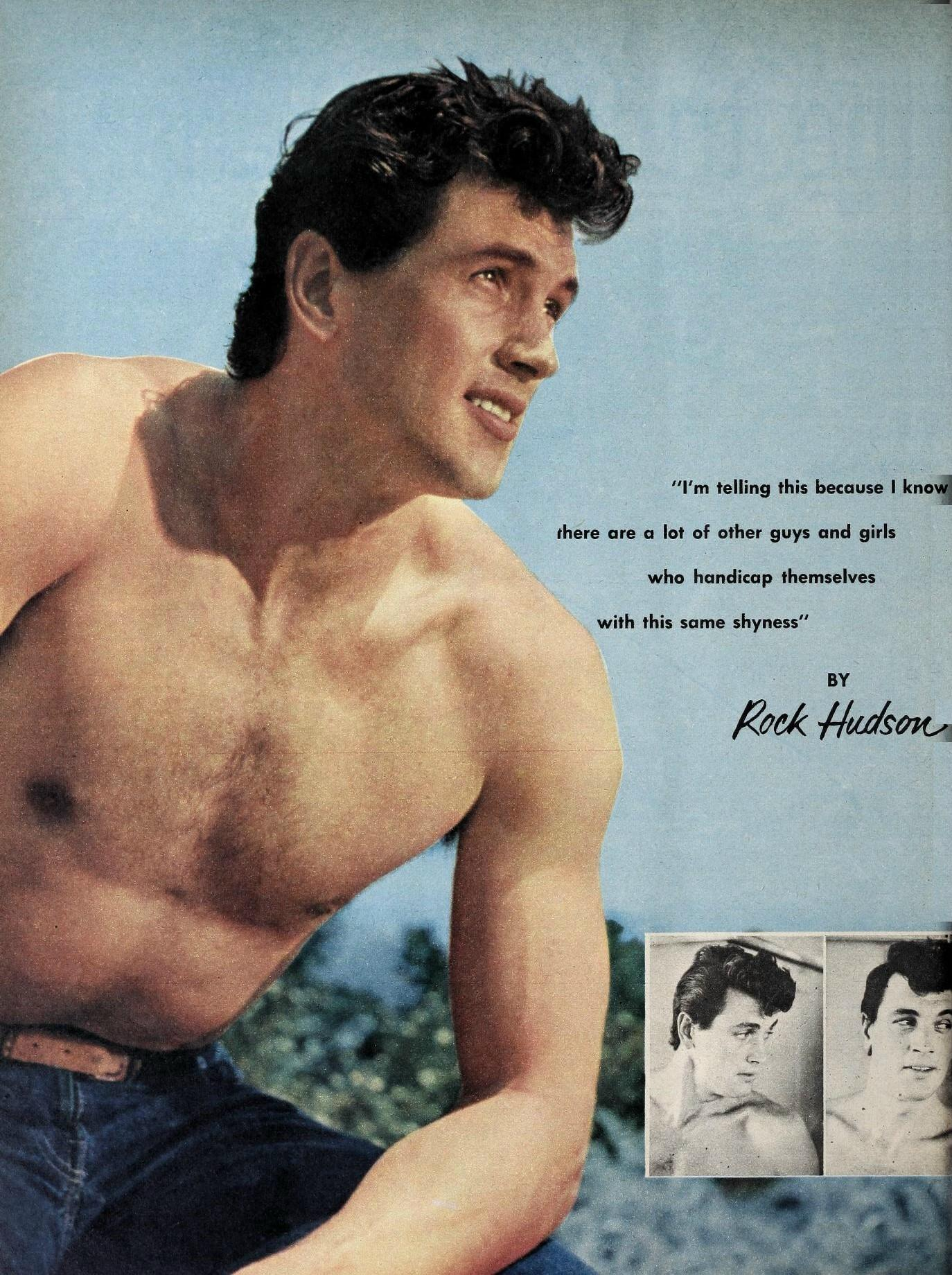
Rock Hudson en enero de 1953.

Durante la década de 1950 y principios de la década de 1960 se convirtió en uno de los grandes galanes de Hollywood, trabajando con Jane Wyman en Obsesión (1954) y Sólo el cielo lo sabe (1955), y con Lauren Bacall en Escrito sobre el viento (1956); las tres películas, dirigidas por Douglas Sirk. También es recordado por su papel protagonista en Orgullo y raza (Captain Lightfoot, 1955). En Gigante (1956), de George Stevens, se codeó con James Dean y Elizabeth Taylor; por este papel consiguió su única nominación al Óscar.
En 1957 fue la estrella principal en el filme bélico Himno de batalla, junto a Anna Kashfi y Dan Duryea. 
A raíz del éxito de Confidencias a medianoche (1959), de Michael Gordon, donde compartía pantalla con Doris Day, protagonizó en los siguientes años varias comedias, entre las que destacan Pijama para dos (1961), de Delbert Mann, y Su juego favorito (1963), de Howard Hawks. Luego diversificó sus papeles al participar en dos películas bélicas: Tobruk (1967), junto a George Peppard, y Ice Station Zebra (1968), de John Sturges, con Ernest Borgnine.
En la década de 1970 su pujanza en el cine decayó, aunque participó en la película musical de Blake Edwards Darling Lili (1970), junto a Julie Andrews, y en la comedia de misterio y crimen Pretty Maids All in a Row, de Roger Vadim, junto a Angie Dickinson. En 1978 rodó con Mia Farrow la fallida producción de género catastrófico Avalancha. Hudson retuvo su popularidad gracias a la televisión al protagonizar una serie policíaca de éxito, McMillan y esposa, junto a Susan Saint James; se grabaron varias temporadas en el periodo 1971-77. 
En 1980 rodó El espejo roto junto a su amiga Elizabeth Taylor, Angela Lansbury, Tony Curtis y otras numerosas estrellas veteranas. Su última película es de 1984: The Ambassador (Embajador en Oriente Medio), de J. Lee Thompson, donde trabajó junto a Robert Mitchum, Ellen Burstyn, Donald Pleasence y Fabio Testi.

## Vida personal

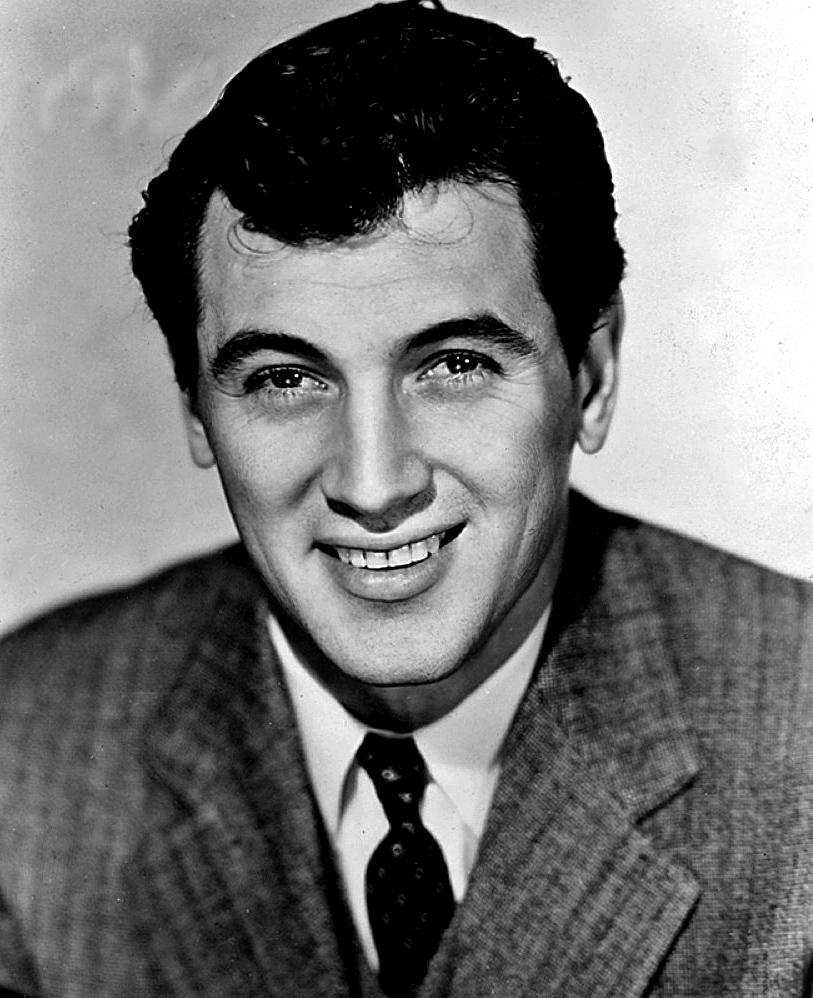
Hudson, en 1952.

En 1954, empezaron a correr en la prensa sensacionalista algunos rumores sobre la orientación sexual del actor. Su agente, Henry Willson, como una forma de proteger los intereses hollywoodienses, debido a que imperaba la homofobia en la sociedad de entonces y a los ingresos de taquilla y la excelente estrella en que se había convertido Hudson, presionó al actor a dar un «pantallazo» para acallar dichos rumores, y Hudson entonces contrajo matrimonio en una boda secreta, el 9 de noviembre de 1955, con su secretaria Phyllis Gates.
Willson, apenas terminó la ceremonia, corrió a informar a la prensa amarillista para dar detalles a las más destacadas columnistas de chismes de Hollywood, Hedda Hopper y Louella Parsons. Su luna de miel, muy mediática, la pasaron en la Jamaica británica, y Gates disfrutaba de estar casada con una estrella del celuloide.
Ya transcurridos dos años, en 1957, Gates supo la verdad acerca de la verdadera orientación sexual de Hudson cuando uno de sus más cercanos amigos le confió que Hudson le había sido infiel con un actor mientras filmaba en Italia Adiós a las armas, mientras ella convalecía de una hepatitis en Estados Unidos. La homosexualidad era un tabú en aquella época, y en 1959 Gates se divorció en silencio. Phyllis Gates nunca más volvería a casarse y falleció el 14 de enero de 2006.
Phyllis Gates escribió un libro titulado Mi esposo: Rock Hudson y relató que su matrimonio fue un suplicio lleno de mentiras, llamadas masculinas sin sentido que el actor declaraba como de admiradores, accesos de violencia marital, ausencias y vacíos. Gates declararía más tarde que se casó enamorada y no por encubrir el lado oscuro de Hudson.

Yo estaba muy enamorada. Pensé que iba a ser un esposo maravilloso. Era encantador, su carrera estaba al rojo vivo, fue magnífico... ¿Cuántas mujeres habrían dicho que no?
Phyllis Gates acerca Hudson[cita requerida]

Hudson no volvería a tener otra compañía femenina conocida el resto de su vida.

## Enfermedad y muerte

Hudson en una recepción con el matrimonio Reagan en mayo de 1984, en una cena en la Casa Blanca en honor al presidente mexicano Miguel de la Madrid. Fue su última aparición publica, a menos de tres semanas antes de que le diagnosticaran SIDA

Se contagió de VIH en la década de 1980 y fue diagnosticado el 4 de junio de 1984, más o menos en las fechas en que participaba en la serie de televisión Dinastía. Al parecer, encubrió su enfermedad durante la grabación, y se rumoreó que cuando Linda Evans lo supo, cundió la alarma porque se habían besado en una escena. En aquella época las vías de transmisión del VIH no se conocían demasiado bien y mucha gente seguía pensando -de manera alarmista- que la enfermedad se contagiaba por simple contacto. Ese mismo año se hizo público que Hudson padecía un cáncer de hígado inoperable.
Su última película para el cine la rodó en 1984, Embajador en Oriente Medio (The Ambassador), junto a Robert Mitchum, Ellen Burstyn y Donald Pleasence. 
Al año siguiente su físico empeoró ostensiblemente y no se dejaba ver en público. Hizo una excepción acudiendo a un acto en honor de su amiga y antigua compañera Doris Day; estaba tan demacrado que la propia actriz, sin preguntarle por su salud, supo que algo grave le sucedía. 
Estando en un hotel de París, Hudson estaba ya muy frágil de salud y sufrió una caída, de la que tuvieron conocimiento los periodistas, que se agolparon a las puertas del hotel. Como se sentía perseguido por los medios, Hudson decidió hacer pública su enfermedad: permitió que un representante atendiese a la prensa para comunicarles sus problemas de salud. 
El actor fue trasladado a su país en avión, y ante la insistencia de los medios, que dudaban de la veracidad del comunicado anterior, el 30 de julio de 1985 Hudson declaró públicamente que padecía sida. Dijo que estaba harto de sostener una vida que no era la suya y se convirtió en un símbolo de la lucha contra la que sería la gran pandemia de finales del siglo XX. Burt Lancaster, uno de los pocos amigos que le quedaban, leyó el último mensaje del actor antes de su muerte: 

No me alegro de tener sida, pero si esto puede ayudar a otros, al menos puedo saber que mi propia desgracia tiene un valor positivo.

Hudson falleció el 2 de octubre de 1985 en Beverly Hills, California, víctima de complicaciones derivadas del sida.

## Filmografía selecta
- Escuadrón de combate (1948)
- El halcón del desierto (1950)
- Winchester '73 (1950)
- Tomahawk (1951)
- Bend of the River (1952)
- ¿Alguien ha visto a mi chica? (1952)
- Scarlet Angel (1952)
- Horizontes del Oeste (1952)
- Back to God's Country (1953)
- The Golden Blade (1953)
- Gun Fury (1953)
- The Lawless Breed (1953)
- Seminole (1953)
- Bengal Brigade (1954)
- Magnificent Obsession (1954)
- Taza, Son of Cochise (1954)
- All That Heaven Allows (1955)
- Captain Lightfoot (1955)
- One Desire (1955)
- Gigante (1956)
- Escrito sobre el viento (1956)
- Hoy como ayer (Never Say Goodbye) (1956)
- Himno de batalla  (Battle Hymn, 1957)
- Adiós a las armas (A Farewell to Arms) (1957)
- Sangre sobre la tierra (Something of Value) (1957)
- Ángeles sin brillo (The Tarnished Angels) (1957)
- El crepúsculo de los audaces (Twilight of the Gods) (1958)
- Confidencias a medianoche (Pillow Talk) (1959)
- Esta tierra es mía (This Earth Is Mine) (1959)
- Pijama para dos (Lover Come Back) (1961)
- El último atardecer (The Last Sunset) (1961), de Robert Aldrich
- Cuando llegue septiembre (1961) - Tuya en septiembre - con Gina Lollobrigida
- Camino de la jungla (The Spiral Road) (1962)
- Águilas al acecho / Nido de águilas (A Gathering of Eagles) (1963)
- Su juego favorito (Man's Favorite Sport?) (1964)
- Marilyn (Marilyn) (1963)
- No me mandes flores (Send Me No Flowers) (1964)
- Misión secreta (Blindfold) (1965)
- El favor (A Very Special Favor) (1965)
- Habitación para dos (Strange Bedfellows) (1965)
- Plan diabólico (Seconds, 1966)
- Tobruk (1967)
- Estación Polar Zebra (Ice Station Zebra) (1968)
- Los indestructibles (The Undefeated) (1969)
- Darling Lili (1970)
- Nido de avispas  (Hornets' Nest, 1970)
- Amigos hasta la muerte (Showdown) (1973)
- El espejo roto (The Mirror Crack'd) (1980)
- Crónicas marcianas (The Martian Chronicles) (1980)
- Fabricante de estrellas (The Star Maker) (1981)
- Embajador en Oriente Medio (The Ambassador) (1984)

## Nominaciones

### Premios Óscar
| Año  | Categoría   | Trabajo nominado | Resultado |
| ---- | ----------- | ---------------- | --------- |
| 1957 | Mejor actor | Gigante          | Nominado  |